# Bevington
La ville de Bevington est située dans les comtés de Madison et Warren, dans l’Iowa, aux États-Unis. Lors du recensement de 2010, elle comptait 63 habitants.

## Source
- (en) Cet article est partiellement ou en totalité issu de l’article de Wikipédia en anglais intitulé « Bevington, Iowa » (voir la liste des auteurs).